# Tom Køhlert
Tom Køhlert (født 30. april 1947) er tidligere træner for det danske fodboldhold Brøndby IF.
Køhlert var træner for Brøndbys førstehold i perioden 1980-1985, hvor han dermed også var med til at vinde klubbens første danske mesterskab. Derefter har har han vikariet som træner for holdet 3 gange, første gang i 1999 inden Åge Hareide tiltrådte som træner. 
Han vendte tilbage som vikarierende træner i det sidste halvår af 2002 inden Michael Laudrup tiltrådte som cheftræner i klubben. Her nåede Tom Køhlert at være med til at vinde endnu et mesterskab for Brøndby. Efter Laudrups tiltræden varetog Køhlert funktionen som talentchef og træner for 2. holdet.
Da René Meulensteen i januar 2007 fratrådte stillingen som cheftræner for Brøndby blev Køhlert atter udpeget som cheftræner. Han fortsatte i jobbet indtil vinterpausen i 2008-2009 sæsonen, hvor han stoppede efter at have ført Brøndby If op på 1. pladsen i Superligaen, halvvejs inde i sæsonen. Kent Nielsen overtog herefter cheftræner posten. 